# Shmuel Erlich

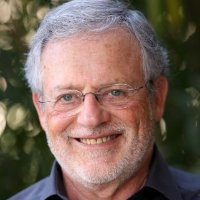
Shmuel Erlich (2012)

H. Shmuel Erlich (hebräisch שמואל ארליך; geboren am 11. Juli 1937 in Frankfurt am Main) ist ein israelischer Psychoanalytiker, Organisationsberater und Psychologe der klinischen Psychologie. Seit 1990 war er Professor des Sigmund-Freud-Lehrstuhls der Hebräischen Universität in Jerusalem. 2005 wurde er emeritiert. Erlich ist einer der geistigen Väter der Nazareth-Konferenzen.

## Werdegang
Angesichts der wachsenden Gefährdung für die deutsch-jüdische Familie in der Zeit des Nationalsozialismus verließen die Eltern, knapp zwei Jahre nach seiner Geburt, Ende 1938 den NS-Staat und emigrierten mit ihrem Sohn nach Palästina. Dort kamen sie Anfang 1939 an. Shmuel Erlich wuchs bis 1954 in Tel Aviv auf. Von 1954 bis 1971 lebte er in den USA. In dieser Zeit absolvierte er sein Studium der Psychologie. Danach kehrte er nach Israel zurück, wo er seitdem in Jerusalem lebt. Er spricht Deutsch, Englisch und Hebräisch.

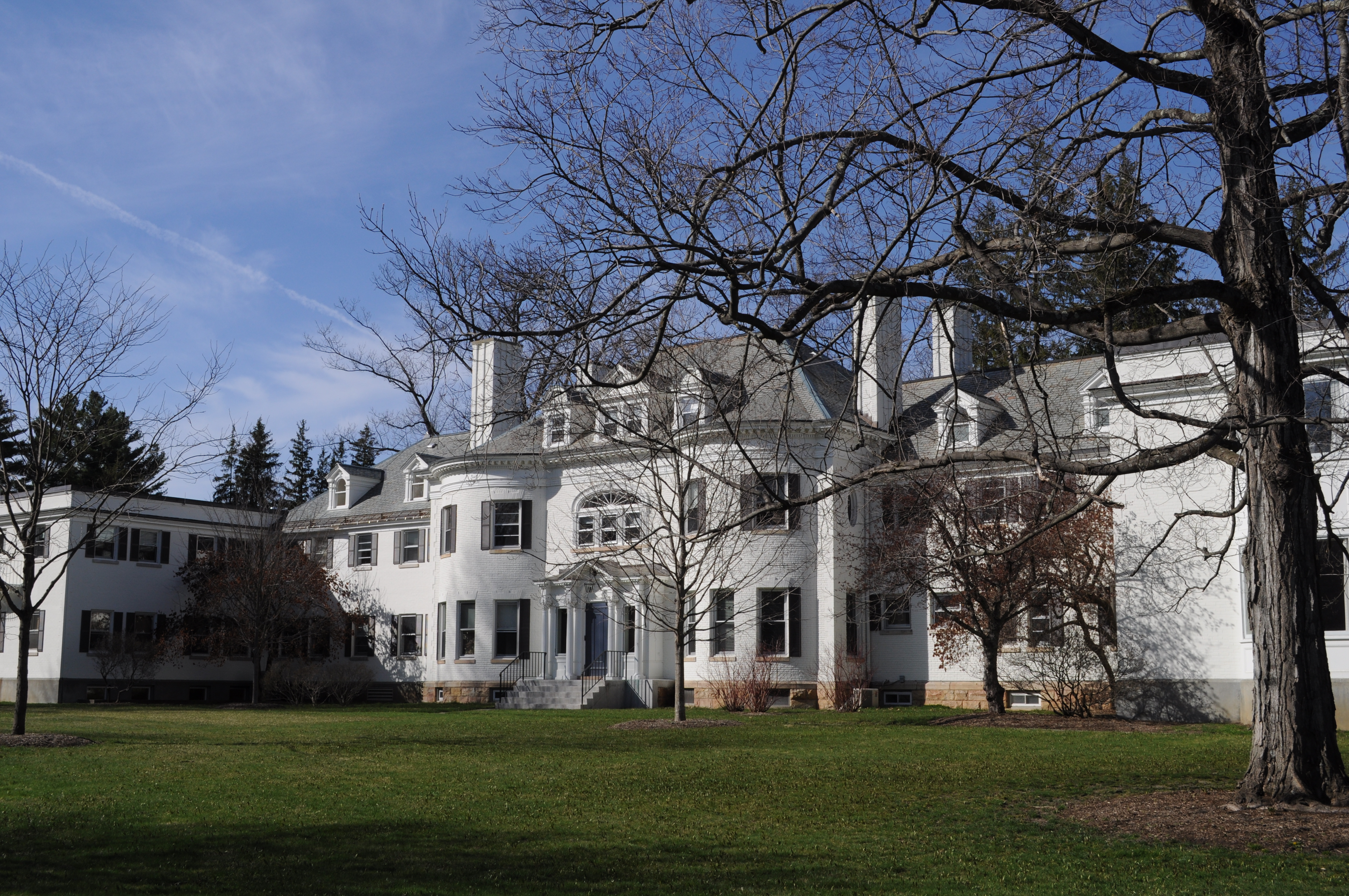
The Austen Riggs Center in Stockbridge

Erlich studierte am City College of New York (CCNY) Psychologie und erwarb dort 1959 seinen Bachelor. 1965 promovierte er in klinischer Psychologie an der New York University (NYU). Von 1965 bis 1967 erhielt er vom National Institute of Mental Health (NIMH) ein postgraduales Stipendium, das ihm seine Forschungen im Fach Klinische Psychologie am Austen Riggs Center in Stockbridge (Massachusetts) ermöglichte. 1971 wurde ihm vom American Board of Professional Psychology (ABPP) ein Zertifikat verliehen, das ihn als zu den Besten seines Faches gehörend auswies. Im selben Jahr wurde er von der Israel Psychological Association als Supervisor für Psychotherapie und Psychodiagnostik zertifiziert. 1972 wurde er Lehrbeauftragter im Fach klinische Psychologie an der Hebräischen Universität Jerusalem. 1983 schloss er am Israelischen Institut für Psychoanalyse seine Weiterbildung als Psychoanalytiker ab. Damit erlangte er zunächst die einfache Mitgliedschaft in der Israelischen Psychoanalytischen Gesellschaft (Israel Psychoanalytic Society (IPS)) und wurde 1985 so genanntes full member. Seit 1987 ist er dort Lehranalytiker. 1985 war er Gründungsmitglied der OFEK, der Israelischen Vereinigung für das Studium von Gruppen und Organisationsprozessen. Nachdem Eric Miller die ersten beiden Konferenzen der OFEK geleitet hatte, war Erlich Direktor der nachfolgenden vier. Von 1993 bis 1997 war er in Israel Vorsitzender des Ausbildungsausschusses im psychoanalytischen Institut und in der Fachgesellschaft. Von 1999 bis 2002 war er Präsident der IPS.

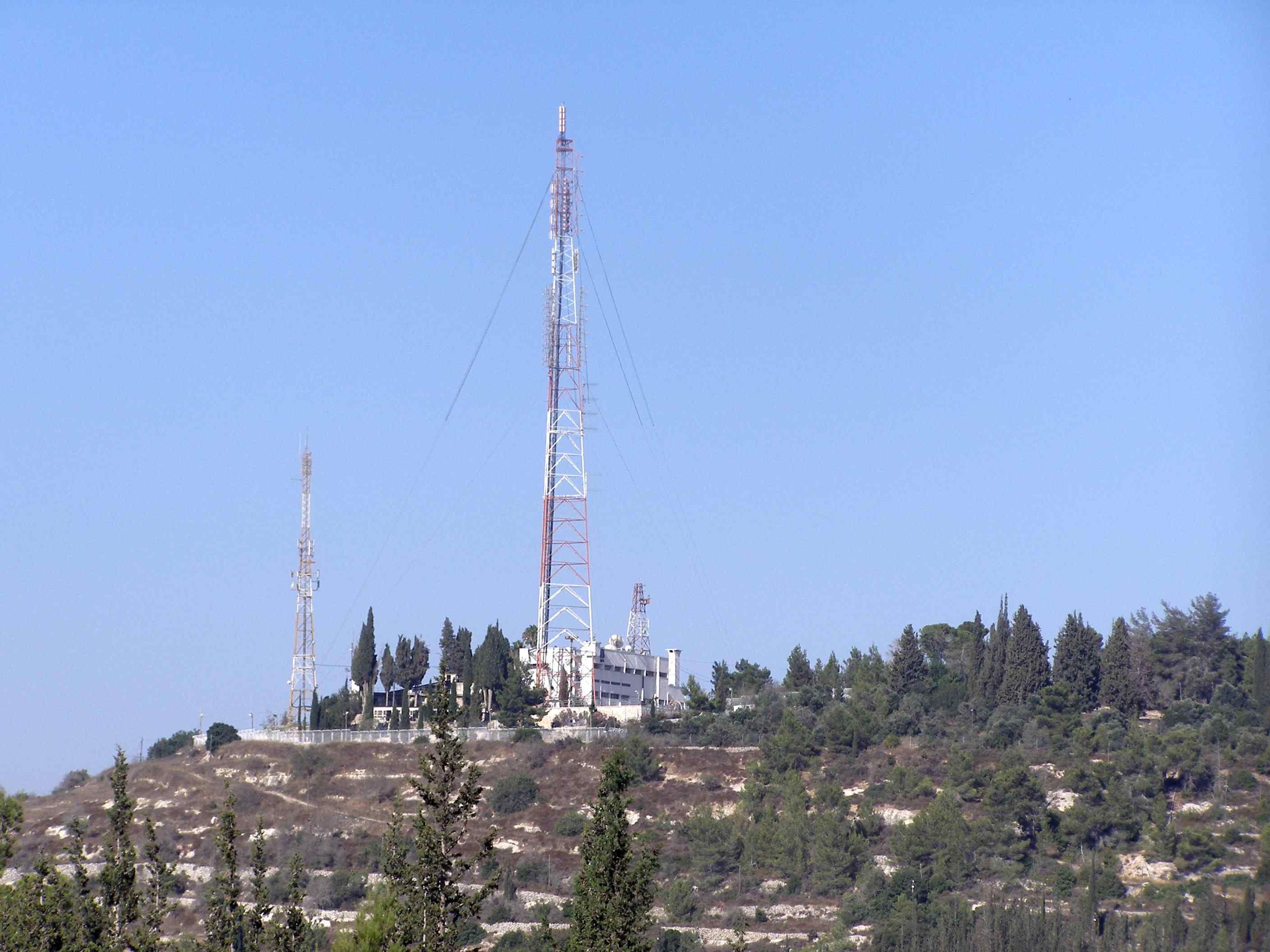
Psychiatrisches Krankenhaus Eitanim in Jerusalem

Im Jahr 2000 übernahm Erlich den Vorsitz einer Arbeitsgruppe in der Europäischen Psychoanalytischen Föderation (EPF), den er bis 2006 innehatte. Diese Arbeitsgruppe befasst sich mit dem Verhältnis von psychoanalytischer Erkenntnis über das innere Erleben und seiner Verbindung zur äußeren Realität. 2003 wurde er in der Internationalen Psychoanalytischen Vereinigung (IPV) zum regionalen Vertreter für Europa des neu konstituierten Board of Representatives gewählt und übte dieses Amt bis 2015 aus. Von 2005 bis 2011 war er Vorsitzender des Ausbildungsausschusses in der IPV. Für das International Journal of Psycho-Analysis schrieb er 2010 den „Letter from Jerusalem“ als Teil einer Initiative der Zeitschrift, mit der sich verschiedene psychoanalytische Gesellschaften dem internationalen Fachpublikum vorstellen konnten. Als Mitbegründer der Nazareth-Konferenzen gehört er seit 1994 dem dortigen sogenannten staff an, ebenso wie in den nachfolgenden Konferenzen unter der Federführung der Partners in Confronting Collective Atrocities (PCCA). 2012 war Erlich Direktor der ersten Europäischen Konferenz der PCCA, die auf Schloss Kliczków in Polen unter dem Titel Europäische Täter und Opfer – Damals und Heute stattfand. Die zweite Europäische Konferenz fand 2014 und eine dritte 2016 statt.
Neben seiner akademischen Laufbahn war Erlich leitender Psychologe am Psychiatrischen Krankenhaus Eitanim in der Nähe von Jerusalem. Dort baute er eine Station für Jugendliche auf, die er fünfzehn Jahre lang leitete.
Erlich ist Ehrenmitglied der Deutschen Psychoanalytischen Vereinigung (DPV).

## Wirken
Der Schwerpunkt von Erlichs wissenschaftlichem Interesse und Schaffen gilt der psychoanalytischen Theorie und ihren Anwendungen, darunter die Psychotherapie und die Erforschung der Identität. Speziell befasst er sich mit den Auswirkungen von externen Traumata – besonders im Zusammenhang mit Terroranschlägen – sowie mit der Erforschung von Gruppen- und Organisationsprozessen.

### Organisationsberatung
Mit seiner Organisationsberatung will Erlich dazu beitragen, dass Organisationen zu einem tieferen Verständnis über sich, ihre Strukturen und Machtverhältnisse finden, der Rolle möglicher Korruption gewahr werden, regressive Prozesse erkennen und verändernden Einfluss auf all diese Phänomene gewinnen. Das gilt seiner Überzeugung nach für jedwede Organisation, also auch für psychoanalytische Ausbildungsinstitute, die ihn gelegentlich und auch in Deutschland als Supervisor rufen.

### Gruppen im Konflikt
Besondere Aufmerksamkeit richtet Erlich auf Konflikte, in die Angehörige verschiedener nationaler Gruppen miteinander verstrickt sind. Um sie zu erforschen, bedient er sich der Methode der sogenannten Gruppenbeziehungskonferenzen nach dem Modell der Leicesterkonferenzen, die am Tavistock-Institut in London entwickelt wurden. Ziel derartiger Konferenzen ist es, die Fähigkeit der einzelnen Teilnehmer zur Übernahme von Verantwortung in verschiedenen sozialen Rollen entfalten zu helfen. Diesem Ziel fühlt sich Erlich bis heute verpflichtet und organisiert Konferenzen für verschiedene Gruppen im Konflikt bzw. ist an deren Organisation beteiligt.
Diese Gruppenbeziehungskonferenzen sollen nach Erlichs Verständnis die Lücke schließen, die in der Regel zwischen dem Blick auf die eigene innere Welt – also Erleben, Phantasien und dergleichen – und auf die äußere Welt der Realität besteht. Um dieses Ziel zu erreichen, werden ein psychoanalytischer und ein systemischer Ansatz miteinander kombiniert und mit den Konferenzen ein Ort für bewusste Erfahrung der bisher wahrgenommenen Rolle und der möglichen Entwicklung einer neuen geschaffen. Dabei wird angestrebt, Feindschaft als etwas zu begreifen, das nicht nur dem Erleben der äußeren Realität entspringt, sondern auch durch die innere Wirklichkeit konstituiert wird. Mit seiner Methode will er dazu anregen, auch in emotional aufgeladenen Situationen denken zu lernen und ein tieferes Verständnis davon zu gewinnen, wie gesellschaftliche und politische Ereignisse Einfluss auf Geist und Seele des Menschen nehmen. Edward R. Shapiro bewertet Erlichs Bemühungen in seiner Rezension:

“When we look at the world around us, we can become really frightened. But our fears come from our minds, our bodies, and our developmental histories. So how do we know when we are afraid that we are accurately grasping reality? H. Shmuel Erlich’s brilliant effort to link what is in our minds with our outer world perceptions opens the possibility of a more complex engagement in our lives. Using the tools of psychoanalysis and social systems theory, he brings us from the intimacies of the consulting room to the Gulf War, the paranoid organization, the mind of the terrorist, the corrupt social system. He illuminates the fluid boundaries between external and internal reality. How do we move from the experience of an enemy we must destroy to one we believe we might talk with? How does the commitment to something larger than the self contribute to the creation of terrorists? These are not trivial questions. This fascinating book is relevant to all those who take the risk of living fully in our chaotic social world.”

„Wenn wir die Welt um uns herum betrachten, können wir wirklich Angst bekommen. Aber unsere Ängste kommen aus unseren Köpfen, unserem Körper und unserer Entwicklungsgeschichte. Also, wie können wir wissen, wenn wir Angst haben, dass wir genau die Realität erfassen? H. Shmuel Erlichs brillante Anstrengung ist es, das, was in unseren Köpfen ist, zu verbinden mit dem, was wir in unserer äußeren Welt wahrnehmen, und das eröffnet die Möglichkeit eines komplexeren Engagements in unserem Leben. Mit den Werkzeugen der Psychoanalyse und der Theorie sozialer Systeme bringt er uns von den Intimitäten des Sprechzimmers zum Golfkrieg, zu einer paranoiden Organisation, zum Geist des Terroristen, zum korrupten sozialen System. Er beleuchtet die fließenden Grenzen zwischen äußerer und innerer Realität. Wie können wir uns aus der Erfahrung eines Feindes, den wir zerstören müssen, auf einen Menschen zubewegen, von dem wir gauben, mit ihm sprechen zu können? Wie trägt das Engagement zu etwas, das größer ist als das Selbst, zur Schaffung von Terroristen bei? Das sind keine trivialen Fragen. Dieses faszinierende Buch ist relevant für alle, die in unserer chaotischen sozialen Welt das Risiko des Lebens tragen.“

### Psychoanalyse
In seiner psychoanalytischen Arbeit hat sich Erlich zunächst der Erforschung des innerseelischen Erlebens von Jugendlichen gewidmet und sich später mit Prozessen der Erlebnisverarbeitung im Detail befasst.

#### Jugendliche
Nachdem er die Station für Jugendliche am Psychiatrischen Krankenhaus Eitanim aufgebaut hatte, blieb Erlich dort fünfzehn Jahre lang. Das gab ihm Gelegenheit, sich mit den Erlebnisqualitäten von Jugendlichen und Heranwachsenden zu befassen. Beispielsweise hat ihn die „Rolle der Verleugnung in der Adoleszenz“ beschäftigt. Dabei schlägt er vor, die „Entwicklungskrise der Adoleszenz durch die Wirkungsweise der Verleugnung hindurch zu betrachten“.

„Um die oft extrem divergenten Gefühle von Stärke, Schwäche und Abhängigkeit bei gleichzeitigen intensiven Regressionsbedürfnissen ertragen und meistern zu können, benutzt der Adoleszente den Abwehrmechanismus der Verleugnung, der zu Spaltungen führen kann. An einem exemplarischen Fallbeispiel wird gezeigt, inwiefern dieses Abwehrverhalten die weitere psychische Entwicklung fördern oder stören kann.“

Da Erlich in seiner psychoanalytischen Arbeit nicht nur am Einzelfall interessiert war, sondern stets auch seine Einbettung in dessen Umgebung und seine politische Wirklichkeit im Auge hatte, beschreibt er folgerichtig in einer anderen Studie die Reaktionen Jugendlicher auf die Ermordung des damaligen israelischen Premierministers Jitzchak Rabin.

#### Erlebnisverarbeitung
Das wissenschaftliche Interesse von Erlich hat sich schon früh auf die Frage gerichtet, wie Menschen ihre Erfahrungen innerseelisch verarbeiten. Im Detail beschreibt er, was er unter Erfahrung versteht. Sie werde durch Wahrnehmungen der äußeren und inneren Realität ebenso wie durch Bewusstes und Unbewusstes konstituiert und innerseelisch organisiert. Erlich sieht die Daten der äußeren Realität, wie Menschen sie mit ihren Sinnesorganen aufnehmen, an einem Pol und die strukturierte Erfahrung ihrer inneren Welt am anderen. Dazwischen beschreibt er einen Verarbeitungsprozess. Der sei sowohl angeboren, als auch „sozial geformt“. Mit seiner Hilfe würden Sinneswahrnehmungen kontinuierlich „aufgenommen, verdaut, assimiliert und strukturiert.“ Dieser Prozess, den Erlich als „Erlebnismodalitäten“ beschreibt, entziehe sich weitgehend der bewussten Wahrnehmung und willentlicher Kontrolle. Er nehme maßgeblich Einfluss auf die Art und Weise, wie Menschen ihre Beziehungen zu sich selbst, ihren Mitmenschen und ihrer Umwelt gestalten. Dabei beschreibt er zwei voneinander sehr verschiedene Arten der Beziehungsgestaltung, die er in Anlehnung an Winnicott als Modi von „Being and Doing“ bezeichnet. Befinden sich Menschen sozusagen im „Handlungsmodus“, werde das Gegenüber als getrennt und selbständig wahrgenommen, und die Beziehung gestalte sich „kausal, dominiert von Zweck und Ziel, direkt und chronologisch“. In Abgrenzung zum Handlungsmodus beschreibt Erlich den Modus „of Being“, in dem die Grenzen zwischen dem Selbst und dem Gegenüber miteinander verschmelzen und im Erleben eines Menschen, der sich in diesem Modus befindet, nicht mehr existieren. Daraus entstünden nicht nur zahlreiche Konflikte in der Gestaltung von zwischenmenschlichen Beziehungen, sondern auch erhebliche Schwierigkeiten, Verluste zu verarbeiten.

## Schriften
- Verleugnung in der Adoleszenz. Einige widersprüchliche Aspekte. In: Psyche. Band 44, Nr. 3, 1990, S. 218–239.
- Narzißmus und Objektliebe. Zur Metapsychologie des Erlebens. In: Psyche. Band 44, Nr. 11, 1990, S. 995–1018.
- »Die schwierige Situation der in Deutschland lebenden Juden«. Ein offener Brief. In: Psyche. Band 53, Nr. 11, 1999, S. 1188–1190.
- Persönliche Überlegungen zum Selbstbild und Identitätsgefühl der Deutschen. In: Psyche. Band 61, Nr. 4, 2007, S. 386–393.
- mit Mira Erlich-Ginor, Hermann Beland: Gestillt mit Tränen – Vergiftet mit Milch. Die Nazareth-Gruppenkonferenzen Deutsche und Israelis – Die Vergangenheit ist gegenwärtig. Mit einem Vorwort von Erzbischof Desmond M. Tutu (= Bibliothek der Psychoanalyse). Psychozial-Verlag, Gießen 2009, ISBN 978-3-89806-765-2.
- A beam of darkness – understanding the terrorist mind. In: H. Brunning, M. Perini (Hrsg.): Psychoanalytic Perspectives on a Turbulent World. Karnac, London 2010, S. 3–15 (englisch).
- The Couch in the Marketplace: Psychoanalysis and Social Reality. Karnac, London 2013, ISBN 978-1-78220-030-7 (englisch).

- Die Couch auf dem Marktplatz. Psychoanalyse und soziale Wirklichkeit (= Bibliothek der Psychoanalyse). Psychosozial-Verlag, Gießen 2020, ISBN 978-3-8379-2949-2, doi:10.30820/9783837929492 (englisch: The couch in the marketplace. Übersetzt von Elisabeth Vorspohl).

## Auszeichnungen
- 1965: „Founder’s Day Award“ der New York University
- 1966: NY Award in „Anerkennung für eine herausragende Dissertation in Psychologie des Jahres 1966“ von der New Yorker Gesellschaft für klinische Psychologen
- 2005: „Sigourney Award“ für herausragende Beiträge zur Psychoanalyse[24]
- 2016: Award für die Auszeichnung des Lebenswerkes von der Israeli Association for Psychotherapy